# 藤原是法
藤原 是法（ふじわら の これのり）は、平安時代前期の貴族。名は維範・是比とも記される。但馬守・藤原常永の子。官位は従四位上・右京大夫。

## 経歴
式部大丞・蔵人を経て、貞観6年（864年）従五位下・内匠頭に叙任される。以降清和朝では内匠頭を務める傍らで、安芸権介・阿波権介・備後介と地方官も兼ねた。
清和朝後半には左衛門権佐に遷り、貞観16年（874年）に発生した淳和院の火災では、左兵衛佐・源平と共に衛士を率いて火災の対応にあたっている。
陽成朝では左近衛少将を務める一方、元慶元年（877年）正五位下、元慶6年（882年）従四位下と昇進している。のち、従四位上・右京大夫に至る。

## 官歴
注記のないものは『日本三代実録』による。
- 時期不詳：正六位上。式部大丞。蔵人[1]
- 貞観6年（864年） 正月7日：従五位下。3月8日：内匠頭
- 貞観8年（866年） 2月13日：兼安芸権介。12月29日：次侍従
- 貞観9年（867年） 2月29日：兼阿波権介。日付不詳：辞阿波権介（父の服喪）
- 貞観10年（868年） 正月16日：兼阿波権介
- 時期不詳：兼備後権介
- 貞観12年（870年） 正月25日：兼備後介
- 貞観16年（874年）以前：左衛門権佐
- 時期不詳：従五位上。兼美濃権介。
- 元慶元年（877年） 11月21日：正五位下
- 元慶4年（880年） 5月13日?：左近衛権少将[3]
- 元慶5年（881年） 正月15日：兼但馬守。3月8日：兼近江権介[3]。7月16日?：左近衛少将[3]
- 元慶6年（882年） 正月7日：従四位下
- 元慶7年（883年） 正月11日?：止左近衛少将、止近江権介[3]
- 時期不詳：従四位上[1]。右京大夫[1]

## 系譜
『尊卑分脈』による。
- 父：藤原常永
- 母：伴真臣の娘
- 妻：当麻貞道の娘
  - 男子：藤原元善
- 生母不詳の子女
  - 男子：藤原元佐